# Rafael Bilbao Beyner
Rafael Bilbao Beyner (Santiago, fines del siglo XVIII-Buenos Aires, 28 de agosto de 1862) fue un comerciante y político chileno, líder del patriotismo aristócrata de la capital de Chile.

## Familia
Fue hijo de Francisco Bilbao González y de Josefa Beyner Pérez. Se casó con la argentina María de las Mercedes de Barquín Velasco Tagle Bracho, con quien tuvo a Manuel y Francisco Bilbao.

## Inicios
Se dedicó al comercio en Buenos Aires, encontrándose allí en los días de la revolución de independencia de La Plata. Socorrió entonces a los refugiados de la Batalla de Rancagua (1814), patriotas que huyeron al otro lado de la cordillera andina para recuperar y reunir mayores fuerzas contra los realistas, fue con esto que se apasionó con los sucesos de Chile, y volvió a participar de la organización nacional.

## Ingreso al mundo político
Elegido Diputado al Congreso de 1827, representando a las provincias de Huasco y Vallenar. Reelegido en 1829 para representar a Santiago, es además designado Presidente de la Cámara de Diputados aquel año de la revolución pelucona, que acabó con el régimen liberal que llevaban los pipiolos hasta entonces. Tras la disolución voluntaria del Congreso en 1829 asumió como Intendente de Santiago. Estuvo a punto de ser asesinado en la llamada conspiración de Los Inválidos (6 de junio de 1829). Fue tomado prisionero y engrillado durante seis meses por orden del tirano Diego Portales, por participar en un complot urdido por el general Ramón Freire desde su destierro en el Perú; además se le condenó al destierro de 10 años, por lo que se trasladó a Lima, Perú.

## Su vida en el exilio
Cuando llegó a Lima el general Manuel Bulnes, en el marco de la Guerra contra la Confederación Perú-Boliviana, fue asignado a atender las labores de los hospitales. Este trabajo lo realizó sin querer percibir honorarios. Al ser recuperada Lima por el mariscal Andrés de Santa Cruz, fue reducido a prisión y enviado a Chile. El gobierno chileno, en atención a los servicios prestados al ejército nacional en Perú, le permitió establecerse en su patria (1839). Tras la guerra civil de 1851 acompañó a sus hijos Manuel y Francisco Bilbao Barquín, al destierro en Perú. Más tarde se radicaría en Buenos Aires donde falleció de una apoplejía.
- Datos: Q6097062